# You Can Never Stop Me Loving You
You Can Never Stop Me Loving You è il terzo album del cantante pop statunitense Johnny Tillotson, pubblicato dalla Cadence Records nel novembre del 1963 .

## Tracce

### LP (1963, Cadence Records, CLP 3067/CLP 25067)
Lato A (P5RM-3362)
1. You Can Never Stop Me Loving You – 2:41 (Jean Slater, Ian Samwell) – Registrato il 1º luglio 1963 al Capitol Recording Studios, New York
2. Tragedy – 2:09 (Fred Burch, Gerald Nelson) – Registrato il 7 maggio 1959 al RCA Victor Studio, Studio 2, New York
3. A Very Good Year for Girls – 2:04 (Fred Tobias, Clint Ballard, Jr.) – Registrato il 23 gennaio 1962 al (possibile) RCA Victor Studio, Nashville, TN
4. Lonesome Town – 2:22 (Baker Knight) – Registrato il 26 ottobre 1958 al RCA Victor Studio, New York
5. Empty Feelin' – 2:24 (Paul Hart, Paul Tannen) – Registrato il 24 gennaio 1963 al RCA Victor Studio, Studio A, New York
6. Donna – 2:35 (Ritchie Valens) – Registrato il 7 maggio 1959 al RCA Victor Studio, Studio 2, New York

Durata totale: 14:15
Lato B (P5RM-3363)
1. Funny How Time Slips Away – 2:34 (Willie Nelson) – Registrato il 20 maggio 1962 al RCA Victor Studio, Nashville, TN
2. I Got a Feelin' – 1:55 (Baker Knight) – Registrato il 26 ottobre 1958 al RCA Victor Studio, New York
3. Where Is She – 2:35 (Barry Mann, Cynthia Weil) – Registrato il 24 gennaio 1963 al RCA Victor Studio, Studio 2, New York
4. Venus – 2:18 (Ed Marshall) – Registrato il 7 maggio 1959 al RCA Victor Studio, Studio 2, New York
5. Judy, Judy, Judy – 2:29 (Doc Pomus, Mort Shuman, Johnny Tillotson) – Registrato il 19 novembre 1962 al Columbia Recording Studio, Nashville, TN
6. Come Softly to Me – 2:12 (Gary Troxel, Gretchen Christopher,  Barbara Ellis) – Registrato il 7 maggio 1959 al RCA Victor Studio, Studio 2, New York

Durata totale: 14:03

## Musicisti
You Can Never Stop Me Loving You
- Johnny Tillotson – voce
- Larry Wilcox – direttore d'orchestra, arrangiamento
- Componenti orchestra non accreditati
- Archie Bleyer – produzione

Tragedy / Donna / Venus / Come Softly to Me
- Johnny Tillotson – voce
- Altri musicisti non accreditati
- Archie Bleyer – direttore d'orchestra, arrangiamenti, produzione

A Very Good Year for Girls
- Johnny Tillotson – voce
- Harold Ray Bradley – chitarra
- Componenti orchestra non accreditati
- Archie Bleyer – direttore d'orchestra, arrangiamento, produzione

Lonesome Town e I Got a Feelin' 
- Johnny Tillotson – voce
- Altri musicisti non accreditati
- Archie Bleyer – direttore d'orchestra, arrangiamenti, produzione

Empty Feelin'  e Where Is She
- Johnny Tillotson – voce
- Componenti orchestra non accreditati
- Archie Bleyer – direttore d'orchestra, arrangiamenti, produzione

Funny How Time Slips Away
- Johnny Tillotson – voce
- (possibile) Ray Edenton – chitarra
- Altri musicisti non accreditati
- Archie Bleyer – direttore d'orchestra, arrangiamento, produzione

Judy, Judy, Judy
- Johnny Tillotson – voce
- Componenti orchestra non accreditati
- Archie Bleyer – direttore d'orchestra, arrangiamento, produzione[3]

## Classifica
Singoli
| Anno | Titolo del brano                 | Classifica         | Posizione raggiunta |
| ---- | -------------------------------- | ------------------ | ------------------- |
| 1963 | You Can Never Stop Me Loving You | Hot 100            | 18                  |
| 1963 | You Can Never Stop Me Loving You | Adult Contemporary | 4                   |